# Pastinaca villosa
Pastinaca villosa är en flockblommig växtart som beskrevs av Calest. Pastinaca villosa ingår i släktet palsternackor, och familjen flockblommiga växter. Inga underarter finns listade i Catalogue of Life.